# Traje típico burgalés
La provincia de Burgos tiene una larga y rica tradición folclórica, la cual se puede observar en sus elaborados trajes regionales que todavía hoy se muestran en fiestas, desfiles y acontecimientos importantes de la ciudad por las diversas peñas que en éstos participan. Dichos trajes constan de diversos elementos expuestos a continuación.
Medias caladas, acuchilladas, listadas y lisas, zapatos, alpargatas, albarcas, almadreñas, pololos, enaguas, manteos, sayas camisa burgalesa, justillo, jubón, jubonas, chambras, corpiño, cuerpiño, armillas, colonias, lazos chatos, pañuelos de cabeza, pañuelos de hombros, mantones de seda, de merinos, de pelo de cabra, de manila, "picos de la Esgueva", mandil tipo excusalí, mandil, faltriquera, mantilla de toalla, manteleta, mantillas de Poza, capillo...
En toda la provincia de Burgos existen diversos modelos variando según la comarca o incluso el pueblo donde nos encontremos.

## Traje femenino
El traje más comúnmente conocido como el de Burgalesa de Fiesta se compone de:
Zapatos negros, medias blancas o azules, enaguas; manteo en paño pudiendo ser de varios colores aunque el rojo el más extendido, mandil en seda lo más común es en negro pero también puede ser en verde musgo, o azul oscuro liso o con adornos de terciopelo. Llevando camisa burgalesa hasta las rodillas, justillo del color del manteo y terciopelo bordeando el justillo y también en lel mismo; jubón de paño, con los bordes de manga y cuello de terciopelo, el color más común es el negro pudiendo ser también, en verde musgo y azul oscuro.
Peinada con moño de rodete o de picaporte (el picaporte era el más usado) y en caso de ser moza casadera con los "rizos" tan característicos del peinado burgalés (consistente en recoger el pelo de la parte delantera de la cabeza divdiéndolo en dos mediante una raya en medio y retorciendo hacia atrás el cabello para recogerlo en el moño) adornada con lazos de seda o simplemente con el moño de picarpote, collares de coral y plata en varias vueltas con profusión de medallas, relicarios, avellanas y castilletes y con pendientes de "maza".

## Traje masculino
La indumentaria masculina suele variar mucho menos en toda la provincia debido a la simpleza de éste en comparación con el femenino.
Empezando por los pies, el hombre suele llevar unas alpargatas combinadas con medias blancas o azules. El pantalón, que no llega hasta los tobillos sino hasta las rodillas es negro y se suele cerrar con borlas o botones grandes y vistosos. La camisa, que es blanca, suele ser de materiales tales como el lino o el algodón y con solapa. Suele tener frunces tanto en la parte delantera como trasera y en el nacimiento de la manga y en el puño. La camisa va metida en el pantalón y apretada con una faja que preferentemente es de color roja o azul, aunque también las hay en otros colores. Finalmente el chaleco, negro, decorado con bolsillos y botones y, según el portador, a menudo se le hace un bordado en la espalda con el dibujo que se desease.
Por último, usualmente, el hombre lleva la cabeza tapada con un sombrero velludo, típico de la zona y muy semejante al sombrero calañés. También se pueden ver cabezas tapadas con boinas o simples pañuelos. Otros accesorios son la capa española o incluso el zurrón, este último de aspecto más pastoril.